# Wilfred Owen
Wilfred Edward Salter Owen (Oswestry, 18 marzo 1893 – Ors, 4 novembre 1918) è stato un poeta e militare britannico.

## Biografia

### Prima della guerra
Wilfred Owen nacque a Plas Wilmot vicino a Oswestry nel Shropshire, primo di quattro figli, il 18 marzo 1893 in una famiglia di origini Inglesi e Gallesi. I suoi genitori, Tom e Susan Owen, e lui vivevano nella casa del nonno, ma, alla morte di quest'ultimo nel 1897, furono forzati a traslocare in una camera in affitto nei quartieri poveri di Birkenhead.
Fu istruito al Birkenhead Institute e al Shrewsbury Technical School, e scoprì la sua vocazione nel 1903 durante una vacanza al mare trascorsa nel Cheshire. Owen fu cresciuto come un Anglicano della Scuola Evangelica, anche se in seguito ripudiò questi insegnamenti. Le sue prime influenze furono John Keats e la Bibbia.
Poco dopo aver lasciato la scuola nel 1911, Owen passò l'esame per entrare nell'Università di Londra, ma non con il punteggio necessario per una borsa di studio. In cambio di un alloggio gratuito e qualche soldo per l'esame, Owen lavorò come assistente al Vicario di Dunsden e come insegnante al Wyle Cop School.
Prima dello scoppio della Grande Guerra, lavorò come insegnante privato alla Berlitz School a Bordeaux, Francia.

### Il servizio militare
Il 21 ottobre 1915 si arruolò nell'Artists' Rifles, un reggimento della riserva dove venivano addestrati gli aspiranti ufficiali dell'Esercito Britannico che all'epoca attirava molti volontari. Per i successivi sette mesi fu addestrato al Hare Hall Camp nell'Essex. Nel gennaio 1917 fu promosso a secondo tenente nel reggimento Manchester. Dopo alcune traumatiche esperienze, tra le quali essere intrappolato per tre giorni in una buca durante la Battaglia della Somme, a Owen fu diagnosticato uno Shock da granata e mandato al Craiglockhart War Hospital dove incontrò il suo collega poeta Siegfried Sassoon, un incontro che cambiò la sua vita.
Dopo essere tornato al fronte, il 1º ottobre 1918 Owen guidò il suo reparto, appartenente al Secondo Reggimento Manchester, all'assalto di numerosi avamposti nemici vicini al villaggio di Joncourt. Owen venne ucciso in azione il 4 Novembre 1918 durante l'attraversamento con il suo reparto del canale Sambre–Oise. Per il suo coraggio, e la sua guida nell'azione, fu insignito postumo della Military Cross.

## La poesia
Owen è considerato da alcuni come il poeta principale della prima guerra mondiale, conosciuto soprattutto per la sua war poetry sugli orrori delle trincee. Siegfried Sassoon, poeta contemporaneo, ebbe una profonda influenza sulla poetica di Owen, tanto che le poesie più conosciute di Owen (Dulce Et Decorum Est e Anthem for Doomed Youth) mostrano chiaramente gli influssi di Sassoon. Successivamente la poesia di Owen diventerà più famosa di quella del suo mentore, e ciò ha fatto credere a molti che Owen fosse anche più bravo. Il suo intenso uso di rime imperfette, consonanze e assonanze, fu innovativo e allo stesso tempo quasi geniale, ma non era il solo poeta dell'epoca ad usare quelle tecniche particolari.
Come la poesia stessa, anche il contenuto cambiò, grazie all'influsso di Sassoon. Quest'ultimo poneva particolare enfasi sul realismo e sul 'writing from experience', ossia sulla trasposizione della vita reale nella poesia. Tutto ciò non era sconosciuto a Owen, ma non era uno stile che aveva mai usato precedentemente. Sassoon stesso contribuì molto a promuovere la poesia di Owen, prima e dopo la sua morte. Nonostante tutto, la poetica di Owen è estremamente differente da quella di Sassoon, ed ha incontrato maggiore fama per quasi tutto il novecento.
Migliaia di poesie furono pubblicate durante la guerra, ma poche di esse ebbero il beneficio di avere una tale sponsorizzazione e questo è dovuto all'influenza di Sassoon, come il supporto da Edith Sitwell e la riorganizzazione delle poesie in una nuova antologia nel 1921 grazie a Edmund Blunden, che così facendo assicurò la popolarità di Owen, e anche grazie ad una rinascita di interesse verso la sua poesia nel 1960, che lo sottrasse ad un pubblico piuttosto esclusivo, rivelandolo al pubblico di massa (Owen è molto noto nel Regno Unito).
Il paradosso è che Owen non vide mai i suoi lavori pubblicati, tranne le poesie incluse nella rivista The Hydra che curava nel Craiglockhart War Hospital.

## L'amore per Sassoon
Owen stimava così tanto Sassoon da considerarlo quasi un eroe, o un essere a cui era dovuta la sua adorazione, tanto che scriveva a sua madre che "non era degno di accendergli la pipa".
Vari avvenimenti nella vita di Owen, e anche alcune sue poesie (ad esempio, It was a navy boy) e la sua cerchia di amici a Londra, hanno portato a concludere che egli fosse omosessuale, e che fosse attratto da Sassoon sia come poeta con esperienza, sia anche come uomo.
Alcune lettere mostrano molto chiaramente che Owen era innamorato di Sassoon, anche se non esiste alcuna prova del fatto che Sassoon (che pure era a sua volta prevalentemente omosessuale) ricambiasse i suoi sentimenti, o che la loro relazione sia mai diventata sessuale. Al contrario, Sassoon lo menziona raramente sia nelle sue lettere sia nei suoi diari di quell'epoca, e nel 1946 descrive il suo comportamento presso l'ospedale di guerra di Craiglockhart come "costantemente gentile".
È comunque difficile valutare appieno la situazione, perché Harold Owen, fratello di Wilfred, fu il curatore delle lettere e dei diari di Owen dopo che sua madre Susan morì, e modificò (eliminandone delle parti) quelli che riteneva passaggi "screditanti", distruggendo anche alcuni documenti di tale tipo.
Fu del resto Harold a ottenere la modifica della motivazione per la medaglia di Wilfred Owen, in modo tale che sembrasse meno sanguinario e maggiormente in sintonia con la fama popolare di sensibile poeta-soldato.

Va aggiunto inoltre che fu Owen stesso a chiedere a sua madre di bruciare una sacca con le sue carte personali nell'eventualità della propria morte, e la madre eseguì fedelmente la consegna. Infine, l'argomento della sessualità di Owen ha imbarazzato i suoi primi biografi, che hanno preferito rimuovere l'argomento.
Wilfred Owen fu sconvolto dalla decisione di Sassoon di ritornare al fronte, benché avesse lasciato il Craiglockhart prima di Sassoon. Fu assegnato a Scarborough in licenza per vari mesi, durante i quali frequentò alcuni esponenti della sofisticata cerchia letteraria omosessuale nella quale Sassoon l'aveva introdotto, come Robert Ross, Robert Graves, lo scrittore e poeta Osbert Sitwell e C. K. Scott-Moncrieff, il traduttore in inglese di Proust. Questi contatti indubbiamente ampliarono la prospettiva di Owen, aumentando la sua confidenza nell'inclusione di elementi omoerotici (che spesso figurano come elemento centrale) nella sua opera.
Oltre agli esponenti di tale cerchia, Owen incontrò in questo periodo anche H. G. Wells e Arnold Bennett, e fu durante questo periodo che sviluppò la sua voce stilistica per la quale è ora riconosciuto.
Il romanzo storico del 1991 di Pat Barker, Rigenerazione (Regeneration), esplora la relazione di Owen con Sassoon e W. H. R. Rivers, il suo dottore.

## La morte

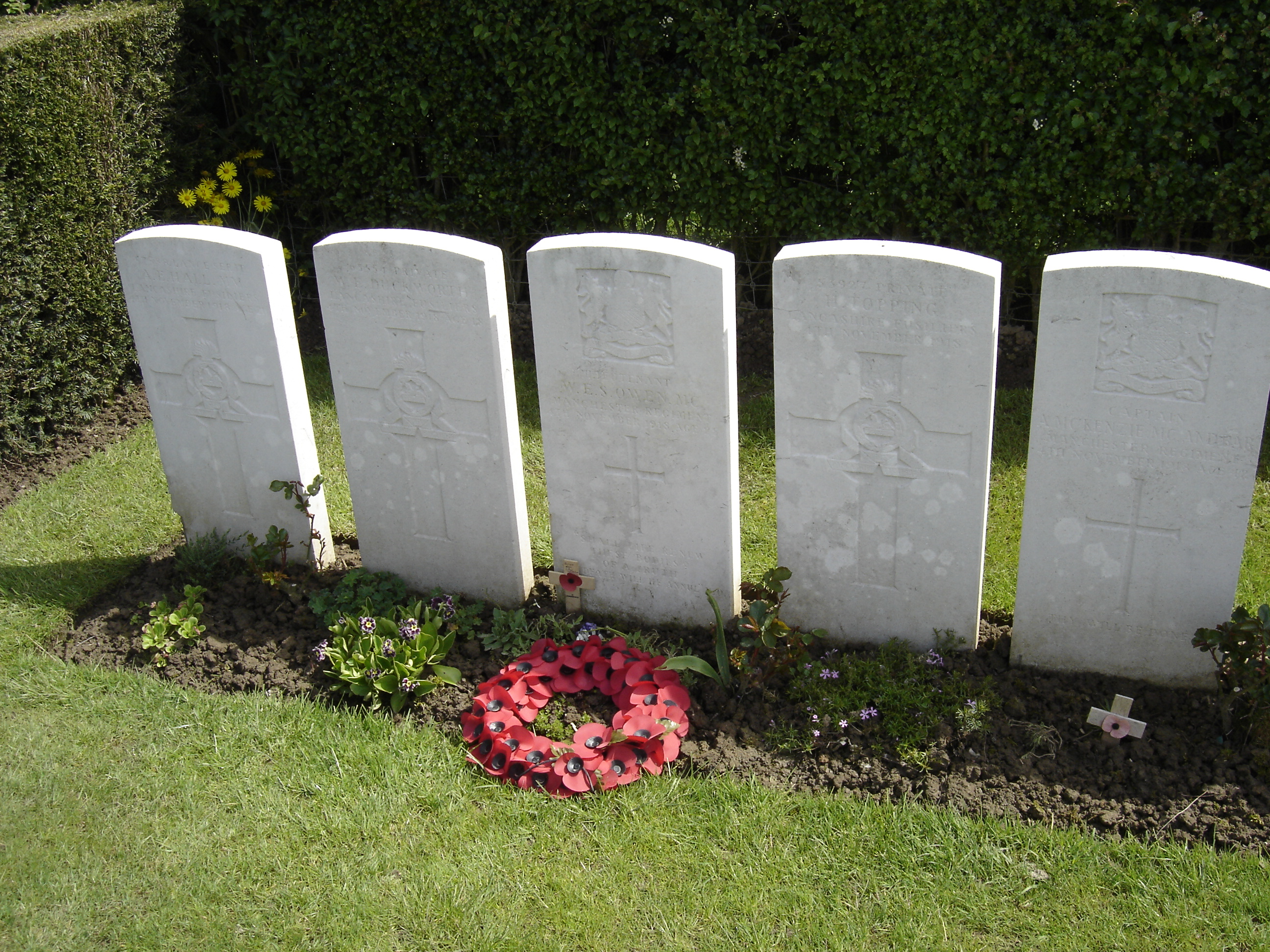
Tomba di Owen

Nel luglio del 1918 Owen tornò in servizio in Francia, anche se aveva avuto la licenza illimitata. La sua decisione fu quasi totalmente dovuta al ritorno in Inghilterra di Sassoon. Siccome questi fu congedato fino al termine della guerra per una ferita alla testa, Owen sentì la responsabilità di cantare le tremende realtà della guerra e di occupare il posto al fronte lasciato vacante dall'amico. Sassoon si oppose violentemente all'idea di Owen di tornare in trincea, minacciando di trafiggergli la gamba se ci avesse provato. Incurante di ciò, Owen lo informò dei suoi atti solo dopo essere ritornato in Francia.
Owen fu ucciso in azione il 4 novembre 1918 durante l'attraversamento del canale di Sambre-Oise, solo una settimana prima della fine della guerra. Sua madre ricevette il telegramma che la informava della morte del figlio il giorno dell'armistizio.
È sepolto all'Ors Communal Cemetery. Ci sono monumenti dedicati a Wilfred Owen a Gailly, Ors , Oswestry e Shrewsbury.

## Produzione letteraria
Solo cinque delle poesie scritte da Owen furono pubblicate prima della sua morte, tra cui una frammentaria. Le sue opere più conosciute sono Anthem for Doomed Youth, Dulce Et Decorum Est, The Parable of the Old Man and the Young, e Strange Meeting. Alcune delle sue poesie appaiono nel Requiem di guerra di Benjamin Britten.
L'opera completa di Owen è raccolta nel libro di due volumi The Complete Poems and Fragments (1994) curato da Jon Stallworthy.
Molti dei suoi lavori non furono mai presentati al grande pubblico. Nel 1975 la moglie del fratello Harold, cognata di Wilfred, donò tutti i manoscritti, le fotografie e le lettere di proprietà del marito alla biblioteca della facoltà di inglese dell'Università di Oxford. Oltre ad oggetti personali questa collezione comprendeva anche la biblioteca personale di Wilfred e la raccolta quasi completa di The Hydra, la rivista dell'ospedale militare di Craiglockhart. Il materiale può essere consultato da chiunque ne faccia anticipatamente richiesta ai bibliotecari della facoltà.